# A suon di lupara
A suon di lupara è un film del 1967 diretto da Luigi Petrini.

## Trama
Claudio Lacroics, procuratore della Repubblica di origini francesi, si trova in Sicilia per combattere la mafia. Tutti i giorni si scontra con le convinzioni di una comunità in cui le uniche regole sono il pregiudizio e il silenzio. Inoltre Claudio si è sposato con Lucienne e accoglie in casa sua sorella Roberta, torna solo per chiedere i soldi insieme al suo amante Richard. Però, Richard approfitta di un momento di debolezza per Roberta fino a quando non scopre di essere incinta. Claudio è costretto a confrontarsi con le sue convinzioni, e consapevole di non diventare padre, per difendere l'onore della famiglia propone alla moglie di non far nascere il bambino.